# العلاقات الإستونية البليزية
العلاقات الإستونية البليزية هي العلاقات الثنائية التي تجمع بين إستونيا وبليز.

## مقارنة بين البلدين
هذه مقارنة عامة ومرجعية للدولتين:
| وجه المقارنة                                              | إستونيا                                                                             | بليز         |
| --------------------------------------------------------- | ----------------------------------------------------------------------------------- | ------------ |
| المساحة (كم2)                                             | 45.34 ألف                                                                           | 22.97 ألف    |
| عدد السكان (نسمة)                                         | 1.32 مليون                                                                          | 374.68 ألف   |
| الكثافة السكانية (ن./كم²)                                 | 29.11                                                                               | 16.31        |
| العاصمة                                                   | تالين                                                                               | بلموبان      |
| اللغة الرسمية                                             | اللغة الإستونية                                                                     | لغة إنجليزية |
| العملة                                                    | يورو، كرون إستوني، كرون إستوني، المارك الإستوني                                     | دولار بليزي  |
| الناتج المحلي الإجمالي (بليون دولار)                      | 25.92 مليار                                                                         | 1.84 مليار   |
| الناتج المحلي الإجمالي (تعادل القوة الشرائية) بليون دولار | 38.11 مليار                                                                         | 3.05 مليار   |
| الناتج المحلي الإجمالي الاسمي للفرد دولار أمريكي          | 17.79 ألف                                                                           | 4.88 ألف     |
| الناتج المحلي الإجمالي للفرد دولار أمريكي                 | 28.14 ألف                                                                           | 8.42 ألف     |
| مؤشر التنمية البشرية                                      | 0.871                                                                               | 0.715        |
| رمز المكالمات الدولي                                      | +372                                                                                | +501         |
| رمز الإنترنت                                              | .ee                                                                                 | .bz          |
| المنطقة الزمنية                                           | ت ع م+02:00، ت ع م+03:00، توقيت شرق أوروبا، أوروبا/تالين ‏، توقيت شرق أوروبا الصيفي ‏ | 00           |

## منظمات دولية مشتركة
يشترك البلدان في عضوية مجموعة من المنظمات الدولية، منها:
| علم المنظمة | اسم المنظمة                        | تاريخ انضمام إستونيا | تاريخ انضمام بليز |
| ----------- | ---------------------------------- | -------------------- | ----------------- |
|             | مؤسسة التنمية الدولية              | 11 أكتوبر 2008       | 19 مارس 1982      |
|             | يونسكو                             | 14 أكتوبر 1991       | 10 مايو 1982      |
|             | وكالة ضمان الاستثمار متعدد الأطراف | 24 سبتمبر 1992       | 29 يونيو 1992     |
|             | الأمم المتحدة                      | 17 سبتمبر 1991       | 25 سبتمبر 1981    |
|             | الفريق المعني برصد الأرض           | ?                    | ?                 |
|             | الاتحاد البريدي العالمي            | ?                    | ?                 |
|             | البنك الدولي للإنشاء والتعمير      | 23 يونيو 1992        | 19 مارس 1982      |
|             | الاتحاد الدولي للاتصالات           | 19 مايو 1922         | 16 ديسمبر 1981    |
|             | منظمة حظر الأسلحة الكيميائية       | ?                    | ?                 |
|             | مؤسسة التمويل الدولية              | 9 أغسطس 1993         | 19 مارس 1982      |
|             | منظمة التجارة العالمية             | ?                    | ?                 |
|             | منظمة الشرطة الجنائية الدولية      | ?                    | ?                 |

## وصلات خارجية
- موقع وزارة الخارجية الإستونية
- موقع وزارة الخارجية البليزية